# Marco Emilio Lépido (cónsul 126 a. C.)
Marco Emilio Lépido (en latín, Marcus Aemilius M. f. M. n. Lepidus) fue un político y militar de la República Romana.

## Familia
Hijo del tribuno militar del año 190 a. C. Marco Emilio Lépido y supuesto hermano de Marco Emilio Lépido Porcina, aunque es raro que ambos tengan el mismo praenomen.

## Carrera política
Fue cónsul en el año 126 a. C., con Lucio Aurelio Orestes como colega.